# عادل شيحي
عادل شيحي (بالألمانية: Adil Chihi)‏ (مواليد 21 فبراير 1988 في دوسلدورف - ألمانيا الغربية) لاعب كرة قدم مغربي يلعب سابقا لنادي الدرجة الأولى كولن الألماني منذ 2004 في مركز المهاجم .
إنتقل مؤخرا خلال المركاتو الشتوي لموسم 2016/2017 للنادي المغربي إتحاد طنجة

## مسيرته الكروية
لعب عادل شيحي خلال مسيرته الاحترافية مع 6 أندية في أربعة عشر موسمًا وسجل خلالها 22 هدفًا ضمن 162 مباراة. ولم يفز بأي موسم بالكأس أو بالدوري.
خاض عادل شيحي مسيرته مع نادي كولن 2 ‏ في موسم 2005–06 في المرة الأولى لمدة موسم واحد ثم في موسم 2013–14 لمدة موسم واحد، مشاركًا طوالها في 16 مباراة سجل خلالها هدفين. ثم انتقل إلى نادي كولن في موسم 2006–07 ليلعب معه ثمانية مواسم، حيث شارك في 131 مباراة سجل خلالها 20 هدف. لينتقل بعدها إلى نادي فولهام في موسم 2014–15 لمدة موسم واحد، مشاركًا في مباراة ولم يسجل أي هدف. ثم انتقل إلى نادي استقلال طهران في موسم 2015–16 لمدة موسم واحد، مشاركًا في 5 مباريات ولم يسجل أي هدف أيضًا. هذا وانتقل لاحقًا إلى نادي اتحاد طنجة في موسم 2016–17 لمدة موسم واحد، مشاركًا في 3 مباريات ولم يسجل أي هدف أيضًا.

## روابط خارجية
- عادل شيحي على موقع قاعدة بيانات كرة القدم.إي يو (الإنجليزية)
- عادل شيحي على موقع بيانات كرة القدم. دي إي (الألمانية)
- عادل شيحي على موقع ناشيونال فوتبول تيمز (الإنجليزية)
- عادل شيحي على موقع Soccerway.com (الإنجليزية)
- عادل شيحي على موقع عالم كرة القدم.نت (الإنجليزية)
- عادل شيحي على موقع كووورة